# Бисерикани (Алба)
Бисерикани (рум. Bisericani) насеље је у Румунији у округу Алба у општини Бучум. Oпштина се налази на надморској висини од 861 m.

## Становништво
Према подацима из 2002. године у насељу је живело 30 становника, од којих су сви румунске националности.